# 星槎胜览
《星槎胜览》又名《大西洋记》，明朝费信著。费信曾于永乐七年（1409年）、永乐十年（1412年）、 永乐十三年（1415年） 宣德五年（1430年），四次随郑和下西洋。
正统元年（1436年）费信著《星槎胜览》，纪录下西洋时所见所闻各国风土人情凡四十四国，集为二卷。
- 星槎胜览序
- 附录：四卷本星槎胜览序
- 星槎胜览前集目录
- 星槎胜览前集

占城国、宾童龙国、灵山、昆仑山、交栏山、暹逻国、爪哇国、旧港、花面国，满刺加国、九洲山、苏门答剌国、龙牙犀角、龙涎屿、翠蓝屿、锡兰山国、小具南国、柯枝国、古里国、忽鲁谟斯国、拉撒国、榜葛剌国等二十二国是亲身经历.
- 星槎胜览后集

二十二国
- 归有光题
- 费信传
- 罗以智帗

后集多从其他文献摘录。法国汉学家伯希和认为，费信《星槎胜览》所记各国，凡马欢《瀛涯胜览》有的，其内容之详细和重要性都不及《瀛涯胜览》，但星槎胜览所记录的宾童龙国、交栏山、九洲山、翠蓝屿、锡兰山国、小具南国，拉撒国不见《瀛涯胜览》。

## 版本
星槎胜览流行两种版本，二卷本和四卷本。二卷本是费信原作，文字芜俚，四卷本是改订本，较原本有较多的增删，文字雅洁。四卷本不分前后集，共四十国。根据向达考证，四卷本的改编者是费信的昆山同乡，编辑家周复俊。。删改本流行之后，原本不再流行，但归有光认为“当时所记虽不文，亦不失真”，因此抄录，得以保存下来。
二卷本有天一阁本，罗振玉《六经堪丛书》东方学会排印本。分前集二十二国，后集二十二国。有费信序，归有光题词。
四卷本传世最多，有记录汇编本，格致丛书本，古今说海本，学海类编本等。费信序与二卷本不同。
1936年冯承钧根据罗以智校天一阁本为底本，和国朝典故本校订；又因费信书采自汪大渊《岛夷志略》的内容很多，又根据藤田丰八《岛夷志略校注》互证，编成《星槎胜览校注》，1936年商务印书馆印行，1954年再版。

## 翻译本
《星槎胜览》有德国汉学家夏德和美国汉学家柔克义的英译本，刊登于通报  1915年 第XXI期
- Fei-Hsin, Hsing-ch'a Sheng-lan or "Description of the starry raft(1436) translated Friedrich Hirth， W. W. Rockhill, "Note on the relations and trade of China with the Eastern Achipeligo and the coasts of the Indian Ocean during the fourteenth Century,part 2"  T'oung Pao, XXI (1915)

另有节译本:
- The Chinese Travellers of the Ming Period, by Gabriele Foccardi; Wiesbaden, Harrasowitz 1986